# Natroniobite
La natroniobite è un minerale.